# St. Heinrich (Bamberg)

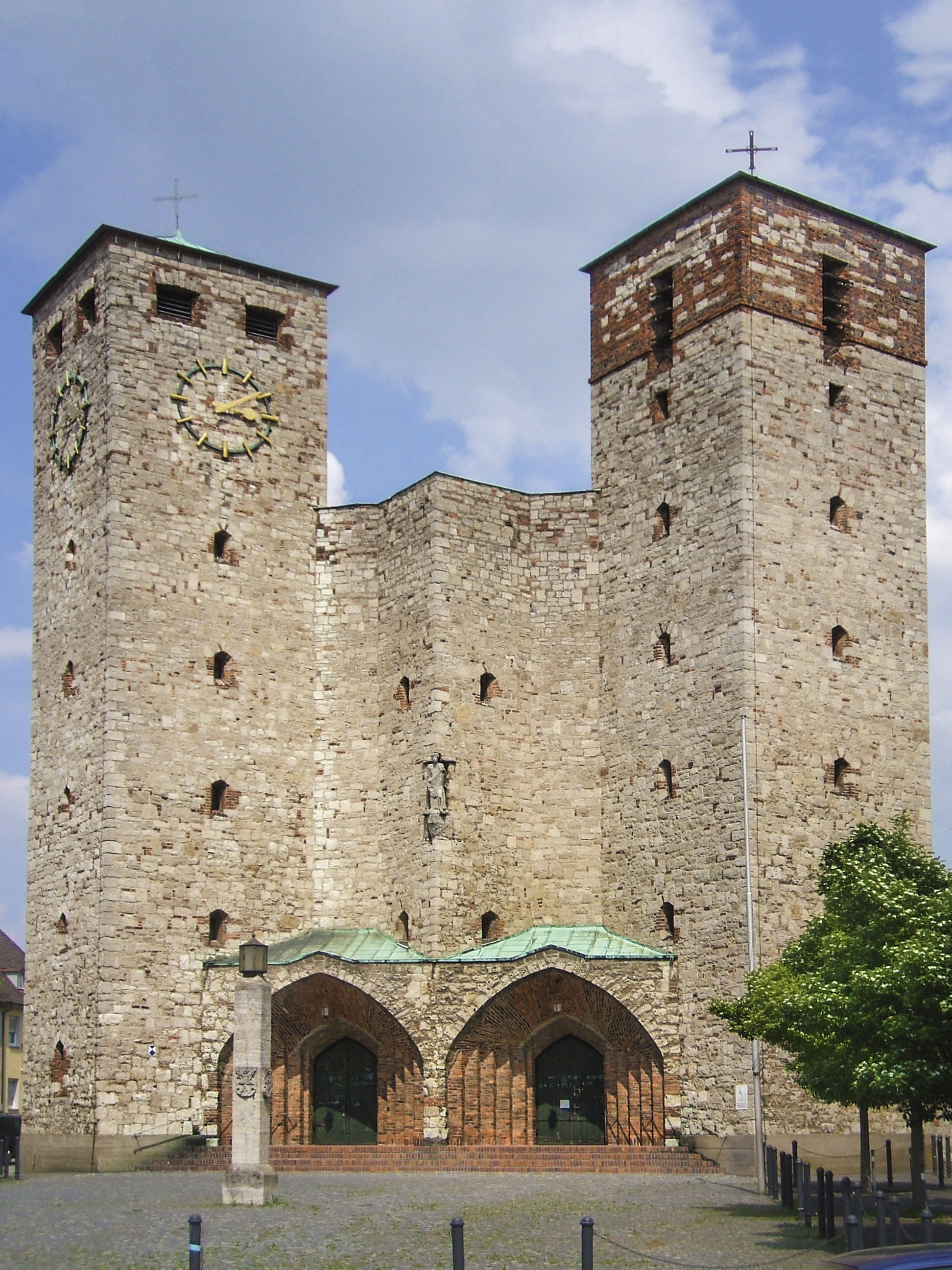
Blick auf die Westfassade

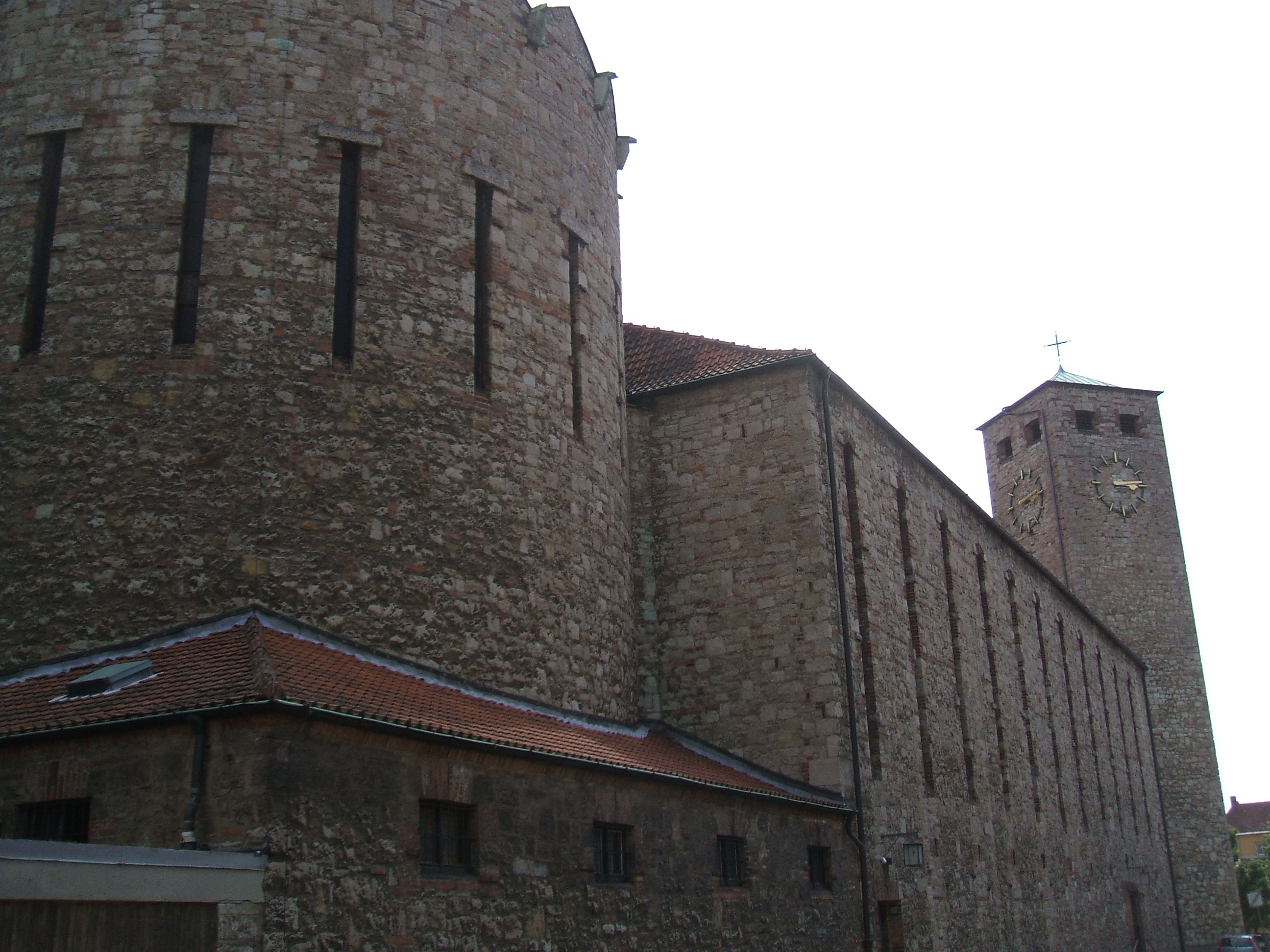
Seitenansicht

St. Heinrich ist eine römisch-katholische Pfarrkirche in Bamberg.

## Geschichte
Die Pfarrei St. Heinrich entstand zu Beginn des 20. Jahrhunderts nach der zunehmenden Besiedelung des Ostteils der Stadt im 19. Jahrhundert. 1914 gründete sich ein Kirchbauverein. Nach dem Ersten Weltkrieg war die Finanzierung gesichert.
Im April 1927 begannen die Bauarbeiten. Im Juni 1927 wurde der Grundstein gelegt. Nach zweieinhalb Jahren Bauzeit mit einem Kostenaufwand von 585.000 Reichsmark war die Kirche fertiggestellt. Gewidmet wurde sie am 8. September 1929 entgegen den ursprünglichen Plänen (Heilige Dreifaltigkeit) dem  heiliggesprochenen Kaiser Heinrich II., dem Gründer des Bistums Bamberg.
Die Seelsorge übernahmen Franziskaner der Bayerischen Franziskanerprovinz, die bei der Kirche ein Kloster errichteten, das bis 1999 bestand. Der Franziskaner P. Leonhard Donhauser blieb als Pfarrer bis 2006, dann ging die Seelsorge an das Erzbistum Bamberg über.

## Gebäude

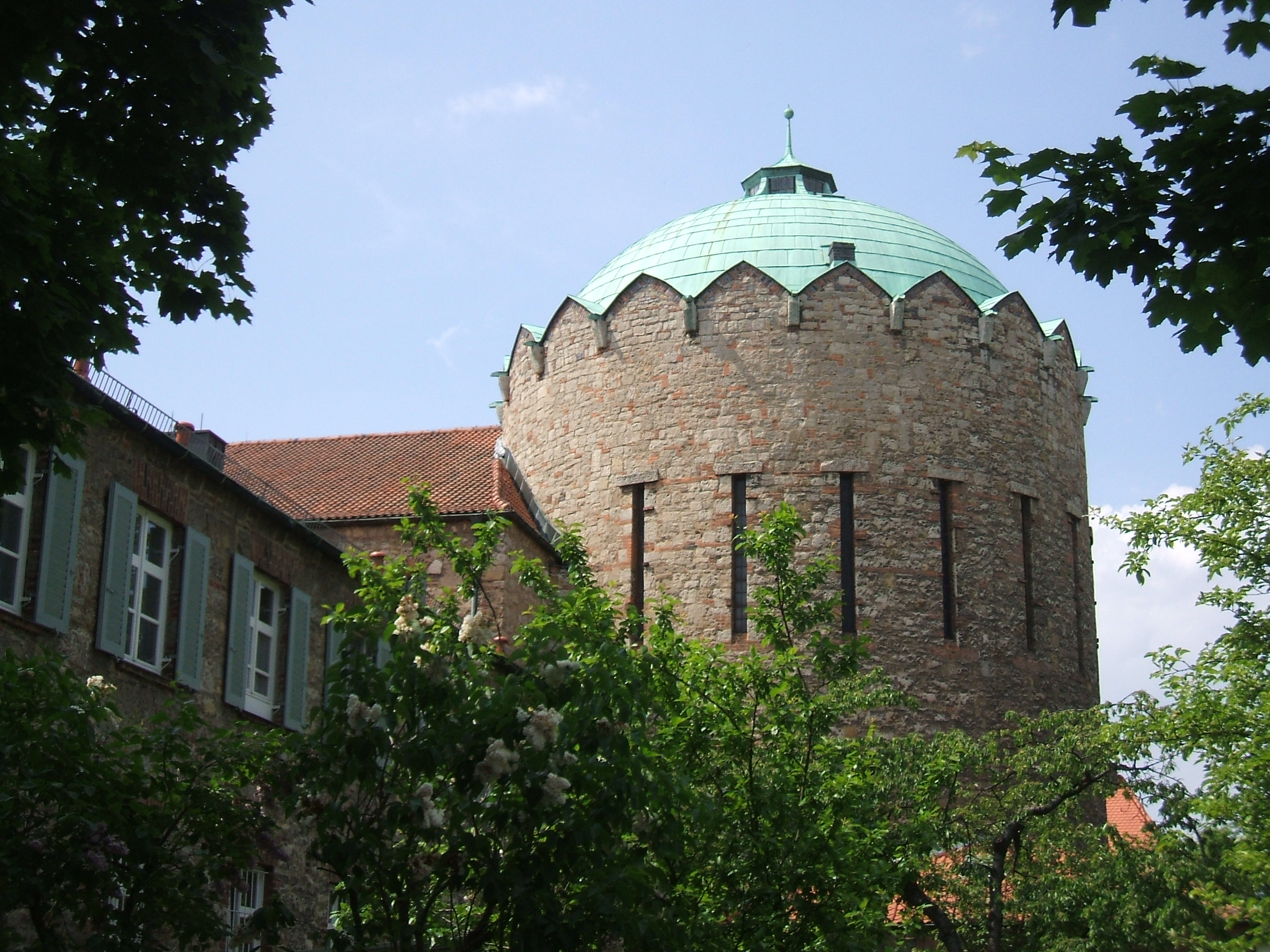
Chorbau; links anschließend das Pfarrhaus

Der bedeutende Kirchbau aus den Übergangsjahren des historisch orientierten Kirchenbaus hin zur Moderne entstand nach Plänen des Architekten Michael Kurz. Die Kirche zählt zu den ersten bedeutenden Sichtbeton-Kirchen in Deutschland.
Die äußere Erscheinung der Kirche ist monumental. Das Kirchenschiff ist 61 m lang, ca. 21 m breit und bis zum Dachsims ca. 13 m hoch. Der Kirchenraum hat ca. 700 Sitzplätze.
Im Westen wird das Kirchenschiff von zwei Türmen mit quadratischem Grundriss flankiert, die 6,5 m breit und 35 m hoch sind. Sie sind jeweils um 45 Grad um die eigene Achse verdreht und ragen mit ihren Kanten aus der Westfassade heraus.
An die Ostseite schließt sich ein runder Chorraum mit einem Durchmesser von ca. 16 m und einer Kuppeldecke von 22 m innen und 26 m außen an. Kirchenschiff und Chorraum sind mit einem großen Chorbogen verbunden.
1985 wurde die Kirche in die Liste der schutzwürdigen Kulturgüter aufgenommen.

## Innengestaltung
Das Kirchenschiff wird links und rechts von jeweils neun Betonpfeilern gestützt und hat eine spitz zulaufende Holzdecke. Die Innenseiten der Wandpfeiler sind mit Mosaiken der Apostel und Glaubensboten verziert.
Im Altarraum befindet sich ein 9,6 m hohes Chorkreuz, das 1935 von dem Künstler Karl Baur geschaffen wurde.
Links vom Chorbogen, der das Kirchenschiff zum Chor öffnet, befindet sich ein Marienaltar, geschaffen von dem Nürnberger Bildhauer Luis Rauschhuber. Er zeigt Maria mit dem Jesuskind in den Armen, das Kind steht auf der Jessewurzel. Der Seitenaltar rechts des Chorbogens ist der Sakramentsaltar, der den Tabernakel birgt. Dem linken Seitenaltar vorgelagert befindet sich an einem der Pfeiler die mit farbigen Mosaiken verzierte Kanzel mit der Darstellung der Zehn Gebote, der Bundeslade, von Christus als die Wahrheit sowie den Symbolen der vier Evangelisten und des heiligen Geistes. Sämtliche Mosaikbilder wurden von Wilhelm Pütz geschaffen. Die großen Mosaik-Altarbilder aus dem Jahr 1934 wurden 1968 mit Putz überdeckt und 2010 wieder freigelegt.
Die neun Fenster im Chorraum wurden von Michael Kurz entworfen und von Franz Müller (Bamberg) im Jahre 1935 fertiggestellt. Die Fenster versinnbildlichen die Messopfertheologie. Besondere Symbole sind die der Sonne (Alpha) und des Mondes (Omega) für den Kreuzestod Jesu, als Opfer zur Erlösung der Menschen und des ganzen Kosmos; weiße Bänder symbolisieren die durch den Kreuzestod Jesu freigesetzten Gnadenströme, weiterhin ein gestaltetes Auge Gottes sowie die Messopferfrüchte.
Zwischen den beiden Eingangsportalen auf der Westseite ist in die Wand eine halbkreisförmige Nische mit dem Taufstein eingelassen. Unter dem Nordturm befindet sich die Kapelle der schmerzhaften Mutter Gottes mit einer Plastik aus dem 15. Jahrhundert, unter dem Südturm die Kriegergedächtnis-Kapelle mit Tafeln, auf denen die Namen der Gefallenen und Vermissten des Zweiten Weltkrieges verzeichnet sind. Der große Christus in Auferstehung wurde ebenfalls geschaffen vom Nürnberger Bildhauer Luis Rauschhuber. 

### Orgel

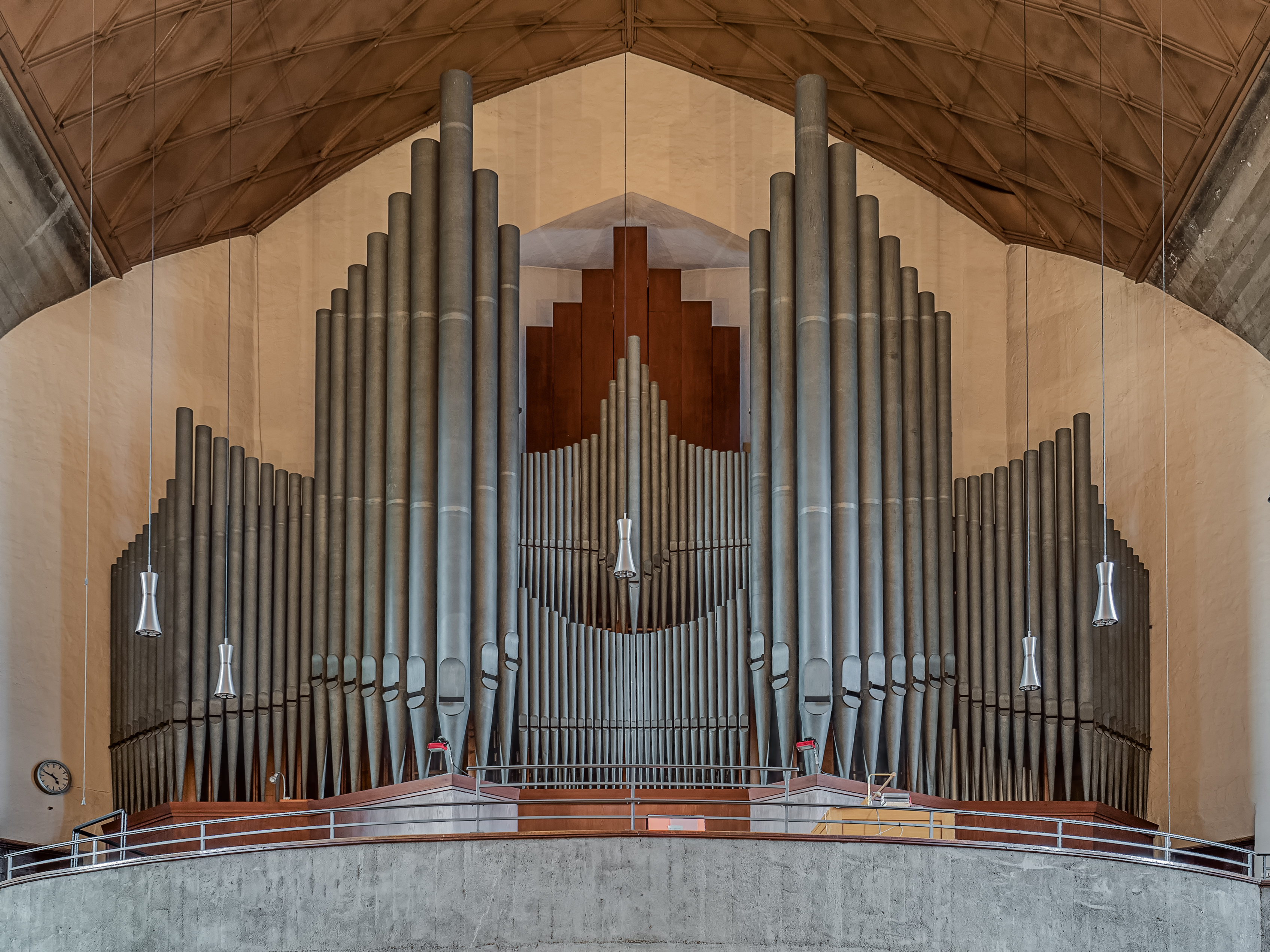
Die Orgel

Im Westen führt von der großen Orgelempore links und rechts des Kirchenschiffs jeweils eine Galerie zum Chorraum. Auf der Westempore füllt eine große Orgel nahezu die gesamte Westwand aus. Das 1951 von der Orgelbaufirma E. F. Walcker & Cie. erbaute Instrument hat 58 Register auf drei Manualen und Pedal. Die Orgel wurde 1997 und 2021 durch den Orgelbauer Thomas Eichfelder renoviert.
| I Hauptwerk C–a3 |                  |       |
| 1.               | Prinzipal        | 16′   |
| 2.               | Weitprinzipal    | 8′    |
| 3.               | Gemshorn         | 8′    |
| 4.               | Gedeckt          | 8′    |
| 5.               | Dolce            | 8′    |
| 6.               | Oktave           | 4′    |
| 7.               | Rohrflöte        | 4′    |
| 8.               | Quinte           | 2 ⁄3′ |
| 9.               | Superoktave      | 2′    |
| 10.              | Rauschquinte III |       |
| 11.              | Mixtur IV-VI     |       |
| 12.              | Trompete         | 16′   |
| 13.              | Trompete         | 8′    |
| 14.              | Clairon          | 4′    |

| II Brustwerk C–a3 |                       |       |
| 15.               | Grobgedeckt           | 8′    |
| 16.               | Quintatön             | 8′    |
| 17.               | Flötenprinzipal       | 8′    |
| 18.               | Italienisch Prinzipal | 4′    |
| 19.               | Bassflöte             | 4′    |
| 20.               | Schwiegel             | 2′    |
| 21.               | Sesquialter II        | 2 ⁄3′ |
| 22.               | Quintflöte            | 1 ⁄3′ |
| 23.               | Zimbel IV             |       |
| 24.               | Dulzian               | 16′   |
| 25.               | Krummhorn             | 8′    |
| 26.               | Regal                 | 4′    |

| III Schwellwerk C–a3 |                 |        |
| 27.                  | Nachthorn       | 16′    |
| 28.                  | Prästant        | 8′     |
| 29.                  | Rohrflöte       | 8′     |
| 30.                  | Weidenpfeife    | 8′     |
| 31.                  | Geigenschwebung | 8′     |
| 32.                  | Prinzipal       | 4′     |
| 33.                  | Koppelflöte     | 4′     |
| 34.                  | Nasard          | 2 ⁄3′  |
| 35.                  | Feldflöte       | 2′     |
| 36.                  | Nachthornterz   | 1 3⁄5′ |
| 37.                  | Gemshornquinte  | 1 ⁄3′  |
| 38.                  | Nachthorn       | 1′     |
| 39.                  | Mixtur IV-V     |        |
| 40.                  | Basson          | 16′    |
| 41.                  | Helltrompete    | 8′     |
| 42.                  | Rohrschalmei    | 4′     |

| Pedal C–f1 |                 |     |
| 43.        | Untersatz       | 32′ |
| 44.        | Prinzipalbass   | 16′ |
| 45.        | Subbass         | 16′ |
| 46.        | Sanftbass       | 16′ |
| 47.        | Oktavbass       | 8′  |
| 48.        | Bassflöte       | 8′  |
| 49.        | Choralbass      | 4′  |
| 50.        | Pommer          | 4′  |
| 51.        | Bauernflöte     | 2′  |
| 52.        | Mixtur V        |     |
| 53.        | Posaune         | 16′ |
| 54.        | Basson          | 16′ |
| 55.        | Basstrompete    | 8′  |
| 56.        | Helltrompete    | 8′  |
| 57.        | Klarine         | 4′  |
| 58.        | Singend Cornett | 2′  |

- Koppeln: II/I, III/I, III/II, I/P, II/P, III/P; Sub- und Superoktavkoppeln
- Spielhilfen: 6 freie Kombinationen, 2 freie Pedalkombinationen, 3 feste Kombinationen, Pleno, Tutti, Crescendowalze, Absteller (Walze, Einzelzungen)

### Geläut
Im Südturm hingen zunächst zwei Glocken, von denen die größere im Zweiten Weltkrieg beschlagnahmt wurde. Sie wurde 1947 provisorisch durch eine eiserne Schlagglocke ersetzt. Das heutige Geläut wurde 1956 vom Bochumer Verein gegossen. Es besteht aus acht Gussstahlglocken, die zu den größten ihrer Art zählen. Die Nominale der Glocken lauten:
| Nr. | Name                  | Gussjahr | Gießer          | Masse (kg.) | Durchmesser ø (mm) | Schlagton (HT-1/16) |
| --- | --------------------- | -------- | --------------- | ----------- | ------------------ | ------------------- |
| 1   | Dreifaltigkeitsglocke | 1956     | Bochumer Verein | 3.322       | 2.091              | gis0-4              |
| 2   | Heinrichsglocke       | 1956     | Bochumer Verein | 1.535       | 1.597              | cis1-2              |
| 3   | Marienglocke          | 1956     | Bochumer Verein | 1.110       | 1.424              | dis1-2              |
| 4   | Franziskusglocke      | 1956     | Bochumer Verein | 952         | 1.350              | e1                  |
| 5   | Josefsglocke          | 1956     | Bochumer Verein | 632         | 1.180              | fis1                |
| 6   | Michaelsglocke        | 1956     | Bochumer Verein | 619         | 1.114              | gis1                |
| 7   | Annaglocke            | 1956     | Bochumer Verein | 445         | 994                | ais1                |
| 8   | Antoniusglocke        | 1956     | Bochumer Verein | 268         | 838                | cis2                |